# Ильинский район (Пермский край)
Ильи́нский райо́н — административный район Пермского края. На территории района образован Ильинский муниципальный округ. Административный центр — посёлок Ильинский — бывший центр пермских владений Строгановых. 

## География
Расположен район в центральной части Пермского края, в бассейне реки Камы и её притоков Обвы и Чёрмоза. Площадь района — 3069,44 км².
Граничит с Коми-Пермяцким округом, Добрянским городским округом, Карагайским муниципальным округом, Краснокамским городским округом и Пермским муниципальным районом.
Природные ресурсы
В физико-географическом отношении район находится в подзонах южной тайги и хвойно-широколиственных лесов. Ильинский район занимает территорию на восточной окраине русской платформы, где коренные пермские породы перекрыты четвертичными отложениями. К коренным породам приурочены месторождения нефти, к четвертичным отложениям — песчано-гравийные смеси, глины, торф. Четко выделяются две части района — низменная — долины рек Обва, Чёрмоз с прилегающими территориями и возвышенная — северная оконечность Оханской возвышенности. Климат умеренно континентальный.
Почвы — дерново-подзолистые суглинистые. Растительный и животный мир типичные для южной тайги и хвойно-широколиственных лесов. Леса темнохвойные южнотаёжные и широколиственно-хвойные (пихта, ель, липа). Последние сильно вырублены и на их месте сельскохозяйственные земли или участки по берегам реки Камы — пойменные луга в сочетании с кустарниками. Лесная дичь имеет промысловое значение. В лесах встречаются белка, волк, лось, боровая дичь, медведь и др. В районе имеются интересные природные объекты. Заказник — остров Туренец (устье р. Обвы); историко-природные охраняемые комплексы и территории: лесопарк Кузьминка — пгт Ильинский (заложен в 1842 году); Чёрмозский природный лесной парк, имеющий культурное, эстетическое, озеленительное значение; болото Травянистое (с. Селино), сосново-сфагновое болото Чёрмозское.

## История
Современный Ильинский район был образован в 1959 году в результате слияния двух районов: Пермско-Ильинского (образован в 1923 году) и Чёрмозского (образован в 1924 году). При этом значительная часть старого Пермско-Ильинского района отошла к соседнему Карагайскому району, а Чёрмозского района — к Коми-Пермяцкому автономному округу. В 1943 году 13 сельсоветов Пермско-Ильинского района были переданы в новый Нердвинский район.
Район имеет богатое историческое прошлое, связанное прежде всего с городом Чёрмозом (основан в 1701 году) и Чёрмозским заводом, а также административным центром района — посёлком Ильинским (основан в 1781 году). В этих населённых пунктах расположена значительная часть исторических и архитектурных памятников XIX века. Недалеко от города Чёрмоза открыто Кыласово городище (Анюшкар) Родановской археологической культуры, связанное с крупным историческим этапом жизни предков коми-пермяков, становлением этого народа.

## Население
| 2000    | 2002    | 2005    | 2006    | 2007    | 2008    | 2009    | 2010    | 2011    |
| ------- | ------- | ------- | ------- | ------- | ------- | ------- | ------- | ------- |
| 22 694  | ↘21 141 | ↘20 649 | ↘20 600 | ↘20 400 | ↘20 311 | ↘20 291 | ↘19 634 | ↘19 590 |
| 2012    | 2013    | 2014    | 2015    | 2016    | 2017    | 2018    | 2019    | 2020    |
| ↘19 412 | ↘19 370 | ↘19 333 | ↘19 166 | ↘19 110 | ↘19 029 | ↘18 926 | ↘18 542 | ↘18 185 |
| 2021    | 2023    | 2024    |         |         |         |         |         |         |
| ↘17 641 | ↘17 327 | ↘17 130 |         |         |         |         |         |         |

Плотность населения выше в центральной и южной частях района.

### Урбанизация
В городских условиях (город Чёрмоз) проживают 17.04 % населения района.

### Занятость населения
Почти половина населения трудоспособного возраста, 24 % — население старше трудоспособного возраста, что выше, чем в среднем по области.
Среднегодовая численность рабочих и служащих 8,7 тыс. чел. Число дипломированных специалистов — 1918, из них с высшим образованием — 629.

### Национальный состав
По данным переписи 2010 года в районе проживают преимущественно русские (95,4%), также присутствуют коми-пермяки (1,2%), татары (0,7 %) и другие национальности (менее чем по 0,5 %).

## Муниципальное устройство
В рамках организации местного самоуправления на территории района образован Ильинский муниципальный округ (в 2004—2019 — Ильинский муниципальный район; в 2019—2024 — Ильинский городской округ ).
С 2004 до 2019 год в состав существовавшего в тот период муниципального района входили 7 муниципальных образований: 1 городское и 6 сельских поселений:
| № | Наименование                    | Административный центр | Количество населённых пунктов | Население (чел.) | Площадь (км²) |
| - | ------------------------------- | ---------------------- | ----------------------------- | ---------------- | ------------- |
| 1 | Чёрмозское городское поселение  | город Чёрмоз           | 13                            | ↘3717            | 313,80        |
| 2 | Васильевское сельское поселение | село Васильевское      | 31                            | ↘1583            | 429,60        |
| 3 | Ивановское сельское поселение   | село Ивановское        | 19                            | ↘880             | 557,86        |
| 4 | Ильинское сельское поселение    | посёлок Ильинский      | 37                            | ↘7619            | 272,90        |
| 5 | Посёрское сельское поселение    | деревня Посёр          | 27                            | ↘974             | 281,37        |
| 6 | Сретенское сельское поселение   | село Сретенское        | 30                            | ↘2992            | 672,77        |
| 7 | Филатовское сельское поселение  | село Филатово          | 17                            | ↘777             | 122,51        |

В 2019 году Ильинский муниципальный район и все входящие в него поселения были объединены в единое муниципальное образование — Ильинский городской округ. С 1 января 2025 года городской округ был преобразован в муниципальный.

## Населённые пункты
В Ильинском районе 171 населённый пункт, в том числе один город и 170 сельских населённых пунктов.
| №   | Населённый пункт | Тип     | Население | Бывшее муниципальное образование |
| --- | ---------------- | ------- | --------- | -------------------------------- |
| 1   | Чёрмоз           | город   | ↘2919     | Чёрмозское городское поселение   |
| 2   | Аверины          | деревня | 0         | Филатовское сельское поселение   |
| 3   | Анисимово        | деревня | 53        | Ивановское сельское поселение    |
| 4   | Антонова         | деревня | 27        | Ильинское сельское поселение     |
| 5   | Бабята           | деревня | 5         | Посёрское сельское поселение     |
| 6   | Банюково         | деревня | 6         | Чёрмозское городское поселение   |
| 7   | Баранята         | деревня | 4         | Филатовское сельское поселение   |
| 8   | Бачгины          | деревня | 2         | Ильинское сельское поселение     |
| 9   | Беклемышева      | деревня | 33        | Васильевское сельское поселение  |
| 10  | Белканы          | деревня | 38        | Васильевское сельское поселение  |
| 11  | Берёзовка        | деревня | 1         | Ильинское сельское поселение     |
| 12  | Богородское      | село    | 26        | Ильинское сельское поселение     |
| 13  | Большая Дуброва  | деревня | 7         | Ильинское сельское поселение     |
| 14  | Большие Ергаласы | деревня | 1         | Филатовское сельское поселение   |
| 15  | Большие Корякины | деревня | 16        | Васильевское сельское поселение  |
| 16  | Большуха         | деревня | 36        | Филатовское сельское поселение   |
| 17  | Бор              | деревня | 7         | Ильинское сельское поселение     |
| 18  | Борисово         | деревня | 1         | Ильинское сельское поселение     |
| 19  | Васильевское     | село    | 515       | Васильевское сельское поселение  |
| 20  | Викулята         | деревня | 22        | Ивановское сельское поселение    |
| 21  | Гавренки         | деревня | 0         | Филатовское сельское поселение   |
| 22  | Гари             | деревня | 8         | Ильинское сельское поселение     |
| 23  | Гили             | деревня | 2         | Васильевское сельское поселение  |
| 24  | Глушиха          | деревня | 57        | Филатовское сельское поселение   |
| 25  | Горена           | деревня | 16        | Посёрское сельское поселение     |
| 26  | Горланы          | деревня | 6         | Ильинское сельское поселение     |
| 27  | Гувашер          | деревня | 56        | Сретенское сельское поселение    |
| 28  | Данихино         | деревня | 74        | Посёрское сельское поселение     |
| 29  | Даницы           | деревня | 5         | Васильевское сельское поселение  |
| 30  | Деменки          | деревня | 1         | Ильинское сельское поселение     |
| 31  | Дмитриевское     | село    | 349       | Сретенское сельское поселение    |
| 32  | Егорова          | деревня | 23        | Сретенское сельское поселение    |
| 33  | Елисята          | деревня | 5         | Васильевское сельское поселение  |
| 34  | Елковщина        | деревня | 46        | Сретенское сельское поселение    |
| 35  | Елчихина         | деревня | 2         | Посёрское сельское поселение     |
| 36  | Ераничи          | деревня | 3         | Чёрмозское городское поселение   |
| 37  | Ерёма            | посёлок | 94        | Ивановское сельское поселение    |
| 38  | Еремичи          | деревня | 3         | Посёрское сельское поселение     |
| 39  | Ерши             | деревня | 46        | Сретенское сельское поселение    |
| 40  | Жердовка         | деревня | 89        | Сретенское сельское поселение    |
| 41  | Заборье          | деревня | 2         | Ильинское сельское поселение     |
| 42  | Заполье          | деревня | 71        | Посёрское сельское поселение     |
| 43  | Захаровцы        | деревня | 9         | Посёрское сельское поселение     |
| 44  | Зинки            | деревня | 95        | Сретенское сельское поселение    |
| 45  | Зобачева         | деревня | 17        | Ильинское сельское поселение     |
| 46  | Зотина           | деревня | 26        | Ильинское сельское поселение     |
| 47  | Зубакина         | деревня | 4         | Посёрское сельское поселение     |
| 48  | Зубовка          | деревня | 51        | Васильевское сельское поселение  |
| 49  | Ивановское       | село    | ↘384      | Ивановское сельское поселение    |
| 50  | Иванцева         | деревня | 8         | Сретенское сельское поселение    |
| 51  | Ильинский        | посёлок | ↘6228     | Ильинское сельское поселение     |
| 52  | Ильята           | деревня | 27        | Сретенское сельское поселение    |
| 53  | Истомины         | деревня | 2         | Филатовское сельское поселение   |
| 54  | Калинята         | деревня | 0         | Ильинское сельское поселение     |
| 55  | Каргино          | село    | 220       | Ивановское сельское поселение    |
| 56  | Катаево          | деревня | 2         | Чёрмозское городское поселение   |
| 57  | Катаевы          | деревня | 120       | Филатовское сельское поселение   |
| 58  | Катаи            | деревня | 4         | Посёрское сельское поселение     |
| 59  | Кленовчана       | деревня | 0         | Филатовское сельское поселение   |
| 60  | Козлова          | деревня | 30        | Васильевское сельское поселение  |
| 61  | Кокаровщина      | деревня | 10        | Посёрское сельское поселение     |
| 62  | Кокорница        | деревня | 17        | Чёрмозское городское поселение   |
| 63  | Кокуй            | деревня | 3         | Посёрское сельское поселение     |
| 64  | Комариха         | деревня | 339       | Васильевское сельское поселение  |
| 65  | Комариха         | деревня | 202       | Сретенское сельское поселение    |
| 66  | Коневские        | деревня | 1         | Васильевское сельское поселение  |
| 67  | Коняево          | деревня | 47        | Ивановское сельское поселение    |
| 68  | Коробята         | деревня | 2         | Сретенское сельское поселение    |
| 69  | Королева         | деревня | 0         | Ильинское сельское поселение     |
| 70  | Коршуны          | деревня | 9         | Сретенское сельское поселение    |
| 71  | Кривец           | село    | 393       | Сретенское сельское поселение    |
| 72  | Кропани          | деревня | 18        | Посёрское сельское поселение     |
| 73  | Куликова         | деревня | 5         | Ильинское сельское поселение     |
| 74  | Кыласово         | село    | 183       | Чёрмозское городское поселение   |
| 75  | Ленва            | деревня | 3         | Посёрское сельское поселение     |
| 76  | Лехино           | деревня | 0         | Ильинское сельское поселение     |
| 77  | Логачи           | деревня | 0         | Васильевское сельское поселение  |
| 78  | Лукошки          | деревня | 5         | Сретенское сельское поселение    |
| 79  | Максимята        | деревня | 0         | Васильевское сельское поселение  |
| 80  | Макурино         | деревня | 27        | Ильинское сельское поселение     |
| 81  | Малахи           | деревня | 0         | Ильинское сельское поселение     |
| 82  | Малые Макарята   | деревня | 33        | Чёрмозское городское поселение   |
| 83  | Малямыши         | деревня | 2         | Сретенское сельское поселение    |
| 84  | Мамошиха         | деревня | 16        | Васильевское сельское поселение  |
| 85  | Мартыновцы       | деревня | 238       | Васильевское сельское поселение  |
| 86  | Мироны           | деревня | 108       | Сретенское сельское поселение    |
| 87  | Митенки          | деревня | 0         | Ильинское сельское поселение     |
| 88  | Мосино           | деревня | 77        | Ивановское сельское поселение    |
| 89  | Москвина         | деревня | 271       | Васильевское сельское поселение  |
| 90  | Мосята           | деревня | 9         | Сретенское сельское поселение    |
| 91  | Мухлыги          | деревня | 5         | Васильевское сельское поселение  |
| 92  | Мялицыно         | деревня | 3         | Ивановское сельское поселение    |
| 93  | Назарова         | деревня | 0         | Ильинское сельское поселение     |
| 94  | Некрасово        | деревня | 0         | Ивановское сельское поселение    |
| 95  | Некрасовы        | деревня | 1         | Филатовское сельское поселение   |
| 96  | Нижние Семинцы   | деревня | 63        | Филатовское сельское поселение   |
| 97  | Нижняя Зобачева  | деревня | 73        | Ильинское сельское поселение     |
| 98  | Нилиги           | деревня | 14        | Ивановское сельское поселение    |
| 99  | Нифонтово        | деревня | 39        | Ивановское сельское поселение    |
| 100 | Новая Каменка    | деревня | 343       | Ильинское сельское поселение     |
| 101 | Октябрьский      | посёлок | 143       | Сретенское сельское поселение    |
| 102 | Олеково          | деревня | 17        | Ивановское сельское поселение    |
| 103 | Онино            | деревня | 17        | Чёрмозское городское поселение   |
| 104 | Опутята          | деревня | 26        | Сретенское сельское поселение    |
| 105 | Оренки           | деревня | 3         | Васильевское сельское поселение  |
| 106 | Орешково         | деревня | 1         | Ивановское сельское поселение    |
| 107 | Орлы             | деревня | 15        | Филатовское сельское поселение   |
| 108 | Панкраши         | деревня | 13        | Васильевское сельское поселение  |
| 109 | Пачи             | деревня | 15        | Ивановское сельское поселение    |
| 110 | Пепеляева        | деревня | 395       | Ильинское сельское поселение     |
| 111 | Перчата          | деревня | 4         | Васильевское сельское поселение  |
| 112 | Петрова          | деревня | 0         | Ильинское сельское поселение     |
| 113 | Петрушата        | деревня | 15        | Васильевское сельское поселение  |
| 114 | Петунята         | деревня | 0         | Васильевское сельское поселение  |
| 115 | Петухи           | деревня | 0         | Ивановское сельское поселение    |
| 116 | Плотники         | деревня | 11        | Сретенское сельское поселение    |
| 117 | Плотникова       | деревня | 7         | Ильинское сельское поселение     |
| 118 | Подборная        | деревня | 5         | Сретенское сельское поселение    |
| 119 | Пожевка          | деревня | 3         | Чёрмозское городское поселение   |
| 120 | Позеволята       | деревня | 12        | Филатовское сельское поселение   |
| 121 | Покровская       | деревня | 17        | Ильинское сельское поселение     |
| 122 | Полунята         | деревня | 2         | Васильевское сельское поселение  |
| 123 | Посёр            | деревня | 446       | Посёрское сельское поселение     |
| 124 | Поспелова        | деревня | 23        | Ильинское сельское поселение     |
| 125 | Пустовалы        | деревня | 6         | Посёрское сельское поселение     |
| 126 | Пустынь          | деревня | 5         | Посёрское сельское поселение     |
| 127 | Речковы          | деревня | 0         | Васильевское сельское поселение  |
| 128 | Решетники        | деревня | 10        | Филатовское сельское поселение   |
| 129 | Роденки          | деревня | 3         | Филатовское сельское поселение   |
| 130 | Романово         | деревня | 113       | Чёрмозское городское поселение   |
| 131 | Романята         | деревня | 41        | Васильевское сельское поселение  |
| 132 | Рубцова          | деревня | 6         | Васильевское сельское поселение  |
| 133 | Русаки           | деревня | 34        | Васильевское сельское поселение  |
| 134 | Рычины           | деревня | 8         | Ильинское сельское поселение     |
| 135 | Рябова           | деревня | 24        | Ильинское сельское поселение     |
| 136 | Савенки          | деревня | 0         | Сретенское сельское поселение    |
| 137 | Савкино          | деревня | 5         | Чёрмозское городское поселение   |
| 138 | Садки            | деревня | 369       | Посёрское сельское поселение     |
| 139 | Сартасы          | деревня | 7         | Сретенское сельское поселение    |
| 140 | Селезни          | деревня | 9         | Чёрмозское городское поселение   |
| 141 | Семехина         | деревня | 0         | Сретенское сельское поселение    |
| 142 | Сенино           | деревня | 3         | Ивановское сельское поселение    |
| 143 | Сергины          | деревня | 0         | Сретенское сельское поселение    |
| 144 | Симонята         | деревня | 14        | Ильинское сельское поселение     |
| 145 | Слободка         | деревня | 6         | Ильинское сельское поселение     |
| 146 | Слудка           | село    | 238       | Ильинское сельское поселение     |
| 147 | Соколова         | деревня | 0         | Посёрское сельское поселение     |
| 148 | Средняя Егва     | деревня | 2         | Посёрское сельское поселение     |
| 149 | Средняя Мельница | деревня | 2         | Посёрское сельское поселение     |
| 150 | Сретенское       | село    | ↘1268     | Сретенское сельское поселение    |
| 151 | Старое Тяпугино  | деревня | 1         | Ивановское сельское поселение    |
| 152 | Сыкулята         | деревня | 13        | Сретенское сельское поселение    |
| 153 | Сырчики          | деревня | 4         | Ивановское сельское поселение    |
| 154 | Сюзи             | деревня | 3         | Васильевское сельское поселение  |
| 155 | Сюзи             | деревня | 10        | Васильевское сельское поселение  |
| 156 | Тарасы           | деревня | 11        | Посёрское сельское поселение     |
| 157 | Тельканова       | деревня | 13        | Сретенское сельское поселение    |
| 158 | Тимшины          | деревня | 17        | Васильевское сельское поселение  |
| 159 | Тихоновщина      | деревня | 18        | Сретенское сельское поселение    |
| 160 | Трисанята        | деревня | 1         | Ильинское сельское поселение     |
| 161 | Тупица           | деревня | 6         | Ильинское сельское поселение     |
| 162 | Тупица           | деревня | 12        | Посёрское сельское поселение     |
| 163 | Тяпугино         | деревня | 52        | Ивановское сельское поселение    |
| 164 | Усть-Егва        | деревня | 7         | Посёрское сельское поселение     |
| 165 | Усть-Кемоль      | деревня | 4         | Ильинское сельское поселение     |
| 166 | Филатово         | село    | 493       | Филатовское сельское поселение   |
| 167 | Хрупачи          | деревня | 0         | Посёрское сельское поселение     |
| 168 | Чуманы           | деревня | 15        | Васильевское сельское поселение  |
| 169 | Шаврята          | деревня | 15        | Сретенское сельское поселение    |
| 170 | Шированово       | деревня | 6         | Чёрмозское городское поселение   |
| 171 | Юркавож          | деревня | 27        | Посёрское сельское поселение     |

По состоянию на 1 января 1981 года на территории Ильинского района находилось всего 224 населённых пункта, в том числе город Чёрмоз, рабочий посёлок Ильинский и 222 сельских населённых пунктов. В 2011 году Ильинский был преобразован в сельский населённый пункт (посёлок).

### Упразднённые населённые пункты
В 2005 году были упразднены деревни Тарасово и Трошево.
В 2023 году были упразднены деревни Деники, Ромаши и Степунята.

## Экономика
Основой хозяйства района является сельскохозяйственное производство, представленное молочно-мясным хозяйством, зернопроизводством. Посевная площадь 52 тыс. га, из них 5 тыс. га занято под зерновыми культурами. Значительны посевы кормовых культур. Урожайность зерновых (пшеница, овёс, ячмень, рожь) составляет 9−11 ц/га.
Широко представлены и другие сферы агропромышленного комплекса — предприятия и организации по контролю за качеством семян, землеустройству, агрохимическому обслуживанию, племенной работе, ветеринарному обслуживанию, строительству, снабжению, ремонту и обслуживанию энергетического оборудования.
В районе имеются молочный завод (пгт Ильинский) с сепараторными отделениями (г. Чёрмоз, с. Сретенское), Ильинский убойный пункт, хлебозаводы (Ильинский, Чёрмоз).
Промышленность представлена лесной, машиностроением, пищевой и полиграфической отраслями. Наибольший вклад в экономику района вносят производства лесной, лесозаготовительной и деревообрабатывающей промышленности (лесхозы, леспромхоз, сплавной рейд), на долю которых приходится почти 60 % промышленно-производственных фондов, более 40 % объёма продукции, около 50 % среднесписочной численности промышленного персонала. Несколько ниже параметры развития машиностроения, представленные Чёрмозским заводом электроустановочных изделий (выключатели, радиорозетки, распределительные щитки). Параметры развития предприятий пищевой и полиграфической промышленности значительно ниже вышеназванных отраслей. В районе добывается некоторое количество нефти в районе сел Васильевское и Русаки. Разведанные запасы невелики. Объём бытовых услуг, в том числе и на душу населения, невелик и уступает по этим показателям большинству районов.
Район получил некоторое внимание федеральной прессы в связи с деятельностью организации социального предпринимательства в агробизнесе — Школа фермеров в селе Кривец.

## Транспорт
Плотность транспортной сети низка, однако Ильинский и город Чёрмоз связаны автомобильной дорогой с твердым покрытием с Пермью и станцией Григорьевской.